# Harry Bannister
Harry Bannister (29 de septiembre de 1889 – 26 de febrero de 1961) fue un actor teatral, cinematográfico y televisivo, además de productor y director teatral, de nacionalidad estadounidense.

## Biografía
Nacido en Holland, Míchigan, Bannister empezó a actuar en el cine y en el ambiente teatral del circuito de Broadway en la década de 1920. Se casó con la actriz Ann Harding en 1926, y actuó con ella en dos filmes, Her Private Affair (1929) y The Girl of the Golden West (1930). La pareja se divorció en 1932.
Bannister fundó el American Music Hall Theatre Group en la ciudad de Nueva York. Su primera producción, un melodrama titulado The Drunkard, tuvo 277 representaciones. En la década de 1950 actuó regularmente en Broadway, actuando, entre otras obras, en Affairs of State, con Celeste Holm, y en Love Me Long, con Shirley Booth.
Para la televisión, Bannister fue uno de los padres en la serie televisiva de 1953, basada en la obra escrita por Howard Lindsay y Russel Crouse, Life with Father.
Harry Bannister falleció en 1961 en Manhattan, Nueva York. Tenía 72 años de edad.